# Psilophyton
Psilophyton is een geslacht van uitgestorven vaatplanten. Het was in 1859 een van de eerste beschreven fossiele planten uit het Devoon (ongeveer 420 tot 360 miljoen jaar geleden). Er zijn exemplaren gevonden in Noord-Maine (Verenigde Staten), Gaspé Bay, Quebec en New Brunswick (Canada), Tsjechië en Yunnan (China). De planten hadden geen bladeren of echte wortels. Sporenvormende organen of sporangia werden gedragen op de uiteinden van vertakte clusters. Het is aanzienlijk complexer dan sommige andere planten van vergelijkbare leeftijd (zoals Rhynia) en wordt verondersteld deel uit te maken van de groep waaruit de moderne varens en zaadplanten zijn geëvolueerd.

## Beschrijving
Bijna alle soorten Psilophyton zijn gevonden in gesteenten uit het Emsien (ongeveer 408 tot 393 miljoen jaar geleden). Een uitzondering is P. krauselii uit Tsjechië, die jonger is en afkomstig is uit het bovenste deel van het Midden-Devoon (ongeveer 390 tot 380 miljoen jaar geleden).
Psilophyton dawsonii is de bekendste soort. Gecomprimeerde en gemineraliseerde exemplaren zijn op verschillende locaties gevonden, met name in kalkhoudende kiezelstenen op het Gaspésie, Quebec, Canada. De planten bestonden uit kale stengels (assen), eindigend in stompe uiteinden. Lager naar beneden vertakten ze zich herhaaldelijk dichotoom en hogerop droegen ze sporangium-dragende 'eenheden' in twee rijen aan weerszijden van de stengels. Deze eenheden vertakten zich ook dichotoom, voordat ze eindigden in sporangia, zodat er clusters van maximaal 128 gepaarde, naar beneden gebogen sporangia waren, ovaal van vorm en ongeveer vijf millimeter lang. Sporen kwamen vrij door een longitudinale spleet. De eerste twee vertakkingspunten van de vruchtbare eenheden lijken te hebben bestaan uit twee dicht bij elkaar geplaatste dichotome takken waarin de middelste tak zich niet ontwikkelde. De trilete sporen hadden een diameter tussen veertig en vijfenzeventig micrometer.
De interne structuur van de stengels van P. dawsonii was aanzienlijk complexer dan die van andere planten van een vergelijkbare ouderdom, bij voorbeeld Rhynia. Een centrale streng xyleem besloeg tot een derde van de diameter van de stengel. In de onderste delen van de hoofdstengels was het cirkelvormig, vergroot voordat het zich splitste voorafgaand aan dichotome vertakking. Hogerop werd het elliptisch in dwarsdoorsnede, overeenkomend met de twee rijen vruchtbare vertakkingen. Binnen de takken van deze eenheden was de streng min of meer rechthoekig. De geleidende elementen van het xyleem, de tracheïden, waren van het zogenaamde 'P-type' waarbij de wanden werden versterkt door ladderachtige (scalariforme) staven met cirkelvormige openingen daartussen. Het weefsel rond de centrale streng had meerdere lagen met open ruimtes onder de huidmondjes.
P. princeps, de eerst ontdekte soort, verschilde van P. dawsonii in het hebben van stekels op de stengels en grotere sporangia. P. forbesii is de grootste bekende soort van Psilophyton. Reconstructies suggereren een hoogte van ongeveer zestig centimeter. De stengels misten stekels, maar werden gekenmerkt door longitudinale strepen. In vergelijking met P. dawsonii, hadden zowel P. princeps als P. forbesii een groter onderscheid tussen hoofdstelen en zijtakken, die als een 'geavanceerd' kenmerk kunnen worden beschouwd.
P. crenulatum werd gevonden in New Brunswick, Canada, ook in rotsen van Emsien. Zijn takken droegen stekels tot zes millimeter lang die verdeeld in twee of drie uitsteeksels aan hun uiteinden. Het heeft overeenkomsten met exemplaren van Aarabia, gevonden in Marokko. 
P. dapsile werd gevonden in Maine, Verenigde Staten. Het lijkt aanzienlijk kleiner te zijn geweest dan de vorige soort, misschien dertig centimeter lang, met gladde dichotome vertakkende stengels en sporangia slechts twee millimeter lang. Kasper et alii suggereerde dat de kleinere soorten P. dapsile en P. krauselii, die hoofdzakelijk dichotome takken hadden, de meer 'primitieve' of basale leden van het geslacht waren.
P. primitivum werd gevonden in Yunnan, China, in de Posongchong-formatie uit het Pragien, ongeveer 410 miljoen jaar geleden. Alle andere soorten zijn gevonden in Noord-Amerika en Europa, dat deel uitmaakte van het continent Laurussia in het Devoon. De naam weerspiegelt de aanname dat de soort 'primitief' is, gezien een aanzienlijke dichotome vertakking en een losse, minder strak vertakte groeiwijze. Zoals bij alle soorten Psilophyton, werden paren van sporangia gemaakt door dichotome vertakking van vruchtbare eenheden, hoewel bij P. primitivum er relatief weinig per eenheid waren (vier tot acht) en ze enigszins los geclusterd waren. Overeenkomsten met P. microspinum en P. parvulum werden gesuggereerd.

## Taxonomie
Bladloze, dichotoom vertakkende fossielen die stekels dragen en vaatweefsel bezitten uit het Devoon van Gaspésie, Canada, leken volgens Dawson in 1859 op de moderne Psilotum. Daarom noemde hij het nieuwe geslacht Psilophyton, de typesoort dat P. princeps was. Helaas bleek later dat zijn beschrijving en daaropvolgende reconstructie was gebaseerd op fragmenten van drie verschillende niet-verwante planten, wat jarenlang verwarring veroorzaakte. De sporangia waren van Psilophyton, maar sommige stammen waren van wat nu Sawdonia heet, en de wortelstokken waren van Taeniocrada.
In 1871 beschreef Dawson exemplaren met sterke stekels als P. princeps var. ornatum. Hij was van mening dat groepen van gepaarde terminale sporangia die hiermee werden gevonden, deel uitmaakten van dezelfde plant, hoewel er geen daadwerkelijke verbinding werd gevonden. Veel later, in 1967, werd aangetoond dat fossielen genaamd Psilophyton princeps twee zeer verschillende patronen van xyleemontwikkeling hadden: van het centrum naar buiten (centrarch) bij P. princeps en van buiten naar binnen (exarch) bij P. princeps' var. ornatum. Hueber en Banks selecteerden nieuwe exemplaren als type voor de soort P. princeps, en Hueber bracht later P. princeps var. ornatum in een nieuw geslacht als Sawdonia ornata onder. Alleen P. princeps had terminale sporangia gekoppeld. Die van S. ornata werden gedragen aan de zijkanten van de stengels. Latere toevoegingen van soorten aan het geslacht zijn gebaseerd op de beschrijving door Hueber en Banks. Dawson benoemde een ander exemplaar Psilophyton robustius. Op grond van het feit dat dit zijtakken had die zich in drie delen en ook in twee delen deelden, verhuisde Hopping het in 1956 naar een nieuw geslacht Trimerophyton.

## Fylogenie
Aanvankelijk werden de meeste vroege 'polysporangiofyten' (andere landplanten dan levermossen, mossen en hauwmossen) ondergebracht in een enkele klasse Psilophyta, opgericht in 1917 door Kidston en Lang. Toen extra fossielen werden ontdekt en beschreven, werd het duidelijk dat de Psilophyta geen homogene groep planten was. In 1968 stelde Banks voor om het in drie groepen te splitsen, waaronder de Trimerophytina. Psilophyton was een prominent lid van deze groep. Het onderscheid tussen hoofdstelen en sterk vertakte laterale stengels die duidelijk zijn bij soorten zoals P. forbesii wordt beschouwd als een van de belangrijkste stappen in de richting van de evolutie van de bladeren van Euphyllophyta (moderne leden waarvan de varens en zaadplanten zijn), gebaseerd op de theorie dat dergelijke bladeren zijn geëvolueerd door 'webbing' van afgeplatte laterale vertakkingssystemen. In 2004 publiceerde Crane et al. een vereenvoudigd cladogram voor de polysporangiofyten, gebaseerd op een aantal vormen in Kenrick en Crane (1997). 